# Каде-Гајда (Ређо Емилија)
Каде-Гајда (итал. Cadè-Gaida) је насеље у Италији у округу Ређо Емилија, региону Емилија-Ромања.
Према процени из 2011. у насељу је живело 2049 становника. Насеље се налази на надморској висини од 50 м.